# 山本圭介 (芸能マネージャー)
山本 圭介（やまもと けいすけ、1984年2月3日 - ）は、芸能マネージャー、ライター。GATE株式会社代表取締役。京都府出身。同志社大学卒業。

## 略歴
京都府出身。同志社大学卒業。
USENにて法人営業、SONYにてマネージメントを経験。2年間の海外留学から帰国後、2011年よりサンミュージックプロダクションに入社しベッキーを9年間担当。
また、ライターとしてオリコンにて連載を執筆し、記事がYahoo!TOPを何度も獲得。2020年3月に同社を退社。
様々なアーティストを多方面からサポートする会社 GATE株式会社を設立。タレント、アーティスト、スポーツ選手のマネジメントのほか、
クリエイターのメディアサポートも行い、アート番組『MEET YOUR ART』の制作やメディアキャスティングなども行っている。また、プリンスアイスワールドのPRや
サッカー選手イニエスタのブランド発表会の企画制作を担当した。

## 執筆記事
エンタメ界の30代＞時代の変化に立ち向かうトップランナーをリレー形式でインタビュー(オリコン)
- 他局の“テレ東化”で薄れる『テレビ東京らしさ』、 求められる「次なる王道」とは？
- いきものがかり・水野良樹が語る“放牧”と“集牧”の意義、「吉岡の可能性を信じるからこそ縛りたくない」
- “タブー”へ切り込んだ『3年A組』、番組Pが語る「“時代錯誤”を主流に変えた熱量」
- 『2018NHK紅白』総合演出に聞く、“奇跡の確度”を高めた予定調和の破壊
- プリキュア一強に終止符？ 話題の「女児向け特撮ドラマ」担当者に聞く、子ども番組が“守るべきもの”
- ファン同士の繋がりが生み出す新しい価値、コロプラ・岩田星人氏
- その時代を撮りたい、カメラマン・太田好治氏
- 頑張る人がフェアに報われる社会を作りたい、SHOWROOM代表・前田裕二氏
- ロックは今、時代のビジネスになりえるのか、ROCKIN'ON JAPAN編集長・小栁大輔氏
- 「笑っていいとも！」は僕にとっての学校でした、フジテレビ・木月洋介氏
- エンタメ界は共創の時代へ、エイベックス執行役員・加藤信介氏
- 原宿文化を世界に、アソビシステム代表取締役社長・中川悠介氏
- 本に恩返しがしたい、ファッション誌「bis」編集長・中郡暖菜氏
- 新しいことにチャレンジしたい、演出家・TBS藤井健太郎氏
- 自分が読みたい本を作る、幻冬舎編集者・箕輪厚介氏
- アイデアは自分の中ではなく世の中にある、GO代表 三浦崇宏氏
- 絶対に嘘をつかない、よしもとプロデューサー・中村聡太氏

タレントの知られざる素顔明かす、マネージャーインタビューまとめ(オリコン）
- 【マネージャーインタビュー前編】橋本環奈と3年間同居マネ明かす素顔「あらゆる世代の人と対等に話せる理由がわかった」
- 【マネージャーインタビュー後編】事務所語る、橋本環奈のブレイクのきっかけは「“奇跡の1枚”ではなかった」トップ女優のマネジメントの苦悩
- 【マネージャーインタビュー】元芸人のマネージャー明かす“サンドの素顔”　解散危機や震災報道を変えた一言とは
- 【マネージャーインタビュー】いとうあさこマネージャー明かす「20年いて初めてグッときた」24時間駅伝での衝撃の一言
- 【マネージャーインタビュー】川田アナマネージャー明かす、関西から全国進出成功の理由と“セントフォース”の掟
- 【マネージャーインタビュー前編】脱サラして興行師に…伯山を支える妻の手腕「一時は納豆しか食べられなかった」
- 【マネージャーインタビュー後編】神田伯山の妻語る、超毒舌キャラのマネジメント術「彼がストライカーだとしたら私はディフェンス」

「悔しい思い」を経験した小川彩佳アナが語る、メディアが意識すべき“無意識の加害性”（オリコン）
HIROBAビジネス
- 水野良樹✖️小泉文明 対談前編
- 水野良樹✖️小泉文明 対談後編

## 制作番組
森山未來がMCを務めるアート専門番組「MEETYOURART」